# 洛神 (2002年電視劇)
《洛神》（英語：Where The Legend Begins），香港電視廣播有限公司拍攝製作的古裝劇集，於2002年6月24日至7月27日期間首播，共27集，由蔡少芬、馬浚偉、陳豪、郭羨妮及劉丹領銜主演，並由麥長青、汪琳及林韋辰聯合主演，監製梅小青。

## 演員表

### 曹家 / 曹操軍營
| 演員   | 角色   | 暱稱/關係 |
| 劉 丹  | 曹 操  | 司空大人、丞相大人、魏王、魏武帝 卞夫人、王如意之夫 曹丕、曹彰、曹植之父 欲效法周文王改朝換代，欲自封為魏文帝，然死後被曹丕刻意尊為魏武帝 於第25集被曹丕氣死                                   |
| 程可為 | 卞夫人 | 丞相夫人、太后 曹操之妻 曹丕、曹彰、曹植之母 |
| 馮曉文 | 王夫人 | 如夫人 曹操之妾 |
| 顧紀筠 | 劉惜惜 | 劉姬 曹操之歌姬 甄宓之好姐妹 間接被郭嬛和如夫人害死 於第15集因惹怒曹操被賜失聲藥後割脈身亡 患有哮喘而不能經常唱歌 童年由梁雯靖飾演                                                             |
| 陳 豪  | 曹 丕  | 子桓、魏文帝 曹操、卞夫人之長子 曹彰、曹植之兄 甄宓、郭嬛之夫 曹叡之父 於第26集篡漢登基、自封為魏文帝，並砍下丁儀之頭顱、毒殺曹彰，並欲加害曹植 於第27集毒殺甄宓並放逐曹植，并五年后被交代驾崩 |
| 蔡少芬 | 甄 宓  | 宓夫人、宓姐、甄皇后 曹丕第一任妻子 與曹植互相愛慕 為保曹植人身安全而下嫁曹丕 曹叡之母 郭嬛之結拜姊妹，後反目 於第27集被曹丕毒殺身亡                                                           |
| 郭羨妮 | 郭 嬛  | 郭女王、郭太后 為人毒辣，壞事做盡 曹丕第二任妻子 原為甄宓之婢女，後爲結拜姊妹，後反目，與司馬懿聯手合謀誘使曹丕賜死甄宓，並令人以糠塞其口，以髮覆其面                                          |
| 麥長青 | 曹 彰  | 子文 曹操、卞夫人之次子 曹丕之弟 曹植之兄 於第26集被曹丕毒殺身亡 |
| 祝文君 | 孫彩玉 | 甄宓之大嫂 曹彰之妻 |
| 馬浚偉 | 曹 植  | 子建、陳留王 曹操、卞夫人之三子 曹丕、曹彰之弟 崔芣之夫 才高八斗，曹操本欲立其為世子 與甄宓互相愛慕，後因曹操、曹丕介入而分離 於第27集被曹丕放逐                                               |
| 汪 琳  | 崔 芣  | 曹植之妻 崔琰姪女 於第23集被曹操毒殺 |
| 鄧一君 | 曹 叡  | 叡兒、魏明帝 曹丕、甄宓之子，得知生母被害真相後為其報仇，讓郭嬛受盡病痛之苦，死後讓其嘗試令人以糠塞其口，以髮覆其面的煎熬 童年由姚紹忠飾演                                                     |
| 林韋辰 | 楊 修  | 楊主簿、德祖兄 曹操之謀士，後為曹植之謀士 荀彧之門生 辅佐曹植 後被曹操借雞肋亂軍心一事 19集被曹操處死                                                                                          |
| 鄭子誠 | 司馬懿 | 司馬先生、仲達 司马朗之弟 表面上辅佐曹丕、曹叡，实则密謀篡夺曹魏江山 命司马朗杀害吴质、荀彧，與郭嬛合謀害死甄宓 於第27集被曹叡册封为都督，掌握魏国军政大权                                     |
| 江 漢  | 崔 琰  | 曹操下屬 |
| 駱應鈞 | 荀 彧  | 荀老師、文若 曹操之謀士兼好友 楊修、丁儀之老師 辅佐曹植 後因受曹操贈以空食盒而辭官歸隱 於第24集被司马懿命司马朗杀害                                                                            |
| 林敬剛 | 丁 儀  | 荀彧之門生 楊修死後被安排辅佐曹植 於第26集被曹丕砍下头颅 |
| 李家鼎 | 夏侯淵 | 夏侯將軍 曹操表兄弟、手下大將 |
| 華忠男 | 徐 晃  | 徐將軍 效忠曹家 |
| 王維德 | 賈 詡  | 曹操、曹丕的謀士 |

### 其他演員
| 演員   | 角色            | 關係                                                           |
| 鄺文珣 | 桑 柔           | 郭女王貼身侍婢 被郭女王賜名郭嬛后被郭女王陷害致死              |
| 魏惠文 | 司馬朗          | 司马懿之兄 杀害吴质、荀彧的凶手                                |
| 陳 琪  | 幼 嬋           | 甄宓貼身侍婢                                                   |
| 馮素波 | 甄张氏          | 甄宓之母                                                       |
| 李麗麗 | 辛大姑          | 卞夫人貼身侍婢 辛毗之妻                                        |
| 王偉樑 | 甄 儼           | 甄宓之二兄                                                     |
| 李龍基 | 辛 毗           | 管家，本從袁紹的降臣                                           |
| 郭德信 | 吳 質           | 曹丕之幕僚，被司马懿命司马朗杀害                               |
| 趙永洪 | 吳 凡           |                                                                |
| 蕭 亮  | 華 歆           | 佞臣                                                           |
| 李鴻傑 | 孔 融           | 第13集被曹操下令殺他家一百零九口 小時候讓梨 失言說漢獻帝是昏君 |
| 麦嘉伦 | 汉献帝          |                                                                |
| 蔡國慶 | 邯郸淳          | 刘表使臣                                                       |
| 张鸿昌 | 禁              |                                                                |
| 伍慧珊 | 杜 鹃           | 如夫人貼身侍婢                                                 |
| 虞天偉 | 王大夫          |                                                                |
| 招石文 | 老板/珍寶齋老闆 |                                                                |
| 陳狄克 | 盧工頭          |                                                                |

## 殊榮
萬千星輝賀台慶2002
| 獎項                           | 得獎者         | 結果        |
| ------------------------------ | -------------- | ----------- |
| 本年度我最喜愛的男主角         | 馬浚偉         | 提名（5強） |
| 本年度我最喜愛的女主角         | 蔡少芬         | 提名（5強） |
| 本年度我最喜愛的飛躍進步男藝員 | 陳豪           | 獲獎        |
| 本年度我最喜愛的電視角色       | 馬浚偉（曹植） | 獲獎        |
| 本年度我最喜愛的電視角色       | 蔡少芬（甄宓） | 獲獎        |

## 與歷史相違之處
《洛神》此劇集大部份劇情出於虛構，所以很多劇情與歷史不符，而有些劇情是從野史改編。
- 曹操打敗袁紹時，當時曹丕十三歲，曹彰約十一歲，曹植僅得八歲。
- 甄宓当时其实已经嫁给了袁熙，所以曹操曹丕去的是袁府，而曹丕当时也没有要杀甄宓的意思，相反却很喜欢甄宓。
- 曹操割髮代首并不是代他人割，也不可能代他人割，因为古人讲究身体发肤受之父母不可毁伤，割髮可以算是不孝之大罪，这种刑罚对人身没有伤害，但却是心灵上的极大处罚，尤其在古代，阶层分工明显，这种刑罚施予到士人身上，更胜于之。而曹操割髮代首的原因确是发兵宛城时，下令“大小将校，凡过麦田，但有践踏者，并皆斩首”。这样，骑马的士卒都下马，仔细地扶麦而过。可是，曹操的马却因受惊而践踏了麦田。他很严肃地让执法的官员为自己定罪。执法官对照《春秋》上的道理，认为不能处罚担任尊贵职务的人。曹操认为：自己制定法令，自己却违反，怎么取信于军？即使我是全军统帅，也应受到一定处罚。他拿起剑割髮，传示三军：“丞相踏麦，本当斩首号令，今割髮以代。”
- 曹操不只3个兒子而是有25个兒子和6个女兒，當中他特別喜歡有神童之稱的曹沖。
- 剧中卞夫人自称生3个儿子，实际上卞夫人还生了曹熊，是曹丕曹彰曹植的弟弟，但于剧中没有登场。
- 曹沖死於赤壁之戰後，但劇中祭祀曹沖一幕卻先於赤壁之戰的發生。
- 卞夫人並非像劇集心胸狹窄，史載卞夫人賢明慈愛，作風節儉。
- 曹操於宛城遭張繡突襲，解救的是于禁，不是徐晃。
- 張繡於官渡之戰前已經投降曹操，並協助曹操北征，曹丕不可能稱其為「逆賊」。
- 辛毗本為袁軍謀士，後來協助曹操平定河北，不可能當管家角色。
- 曹丕於赤壁之戰後才受封五官中郎將一職。
- 剧中赤壁之戰兵力与史实或演义皆不符，史实誇大為80萬[2]，實際上為20多万，折损10多万，而演义则夸大为83万，剧中却是73万。
- 虽然剧中荀彧为曹植筹谋，想助曹植夺得世子之位以阻止曹操以曹代汉，但剧中荀彧却主张让曹操做魏王，以阻止曹操以曹代汉的野心，而历史上的荀彧在曹操做魏王之前已经死了，而荀彧之死却是反对曹操做魏公，等到曹操去合肥征討孫權時憂鬱而死[3]，剧中却是被司马懿所杀，历史上荀彧反对曹操做魏公，不可能像剧中那样支持曹操做魏王。
- 剧中发生的部份事件与史实不符，剧中杨修死于赤壁之战(公元208年)前，而历史上杨修却是公元219年秋漢中之戰之後被曹操以違闖司馬門之罪被杀（並非像劇中被華歆陷害而死），而历史上先于杨修离世的，在剧中杨修被杀后却依然在世，如荀彧(卒于公元212年)，崔琰(卒于公元216年)，司马朗(卒于公元217年，吴质卒于公元230年，故剧中司马朗杀吴质亦与史实不符)，夏侯渊(卒于公元219年正月)。同样，夏侯淵於定軍山之戰戰死，先於曹操去世，並非如劇中直到曹操身故後依然在世。
- 曹植故意刺穿皇帝封賞的衣服，並謊稱是老鼠所咬，欲救胡庫吏一事，乃曹沖所為。
- 于禁在192年受王朗推薦加入曹操軍，但於劇中卻是出現於11集求賢令時。
- 賈詡在張繡投降時加入曹操軍，但於劇中卻是出現於11集求賢令時。
- 孔融被株連全家時，有幼子幼女，女兒聲稱自己十二歲，已符合受刑之齡。但《後漢書》則記載：「初，女年七歲，男年九歲」，依舊遭到處殺。
- 劇中銅雀台於建安十二年（207年）竣工。實際上於建安十五年（210年）竣工。
- 曹操不是被曹丕氣死。
- 曹彰的妻子為孫賁之女，史書未載其名，劇中孫彩玉之名屬杜撰。
- 曹彰沒有被曹丕殺死而是被奪去兵權。
- 黃初四年，曹彰到洛陽朝見，患病薨於府邸，不是被曹丕、郭嬛陷害而死。
- 吳質不是被司馬朗所殺，更不是曹魏建立前被杀，而是曹魏建立后才死的。
- 曹丕篡漢登基之時，賈詡已經是七十三歲的高齡，劇中的演員王維德扮相年輕，不符史實。
- 曹植不是溺死，是病死。
- 曹植作七步詩之前，文昭皇后已經被曹丕賜死了，不可能出現在他們面前。
- 荀彧沒有當過曹植的啟蒙老師，亦沒有為曹植在世子之爭出謀獻策，而出兵奇袭乌巢也不是荀彧的计谋，而是在剧中没有登场的许攸献的计谋。
- 曹植是傳統的文質書生和詩人，在劇中的演員馬浚偉卻是文武雙全。但在曹植的詩歌《求自試表》和《白馬篇》有提及自身的身手，是否吹噓則無從考證。
- 在曹丕登基為帝時，曹叡的年紀應是十四歲，但在大結局時看到曹叡年紀只有約六歲，與史實不符
- 郭嬛沒有和文昭皇后做過結拜姐妹。
- 第27集文昭皇后提到曹叡出生那年，曹操和孙权于赤壁交战，但历史上曹睿出生于公元206年，赤壁之战发生于公元208年，并不是同一年。
- 歷史上司馬朗是正直君子，而非劇中的陰險小人，亦沒有參加二弟司馬懿後來的政變，早在曹丕代漢前病逝。
- 劇中算命師為甄宓算命時提及那一年是壬子年，以建安時期推算，上一個壬子年是172年，下一個是232年，甄宓（183年1月26日—221年8月4日）一生中未經歷壬子年。

## 電視節目的變遷
| 香港、 马来西亚 千禧经典台 Superstar…陳豪时段 · 星期一至五 09:00-10:45（香港时间） · 星期一至五 09:04-10:49（马来西亚时间）（两集连播） · 9月8日仅播一集 | 香港、 马来西亚 千禧经典台 Superstar…陳豪时段 · 星期一至五 09:00-10:45（香港时间） · 星期一至五 09:04-10:49（马来西亚时间）（两集连播） · 9月8日仅播一集 | 香港、 马来西亚 千禧经典台 Superstar…陳豪时段 · 星期一至五 09:00-10:45（香港时间） · 星期一至五 09:04-10:49（马来西亚时间）（两集连播） · 9月8日仅播一集 |
| --- | --- | --- |
| | 洛神 （2023年9月8日 - 2023年9月27日） | |
| 通天幹探 （2023年8月15日 - 2023年9月8日） | 來自喵喵星的妳 （2023年9月28日 - 2023年10月19日） | |